# Taette
Taette er et skandinavisk surmælksprodukt, der er produceret med mælkesyrebakterier Lactococcus lactis og gærsvampe. I Norge kaldes mælken tettemelk eller tjukkmjølk, i Sverige långmjölk eller långfil.